# Pascal Richard

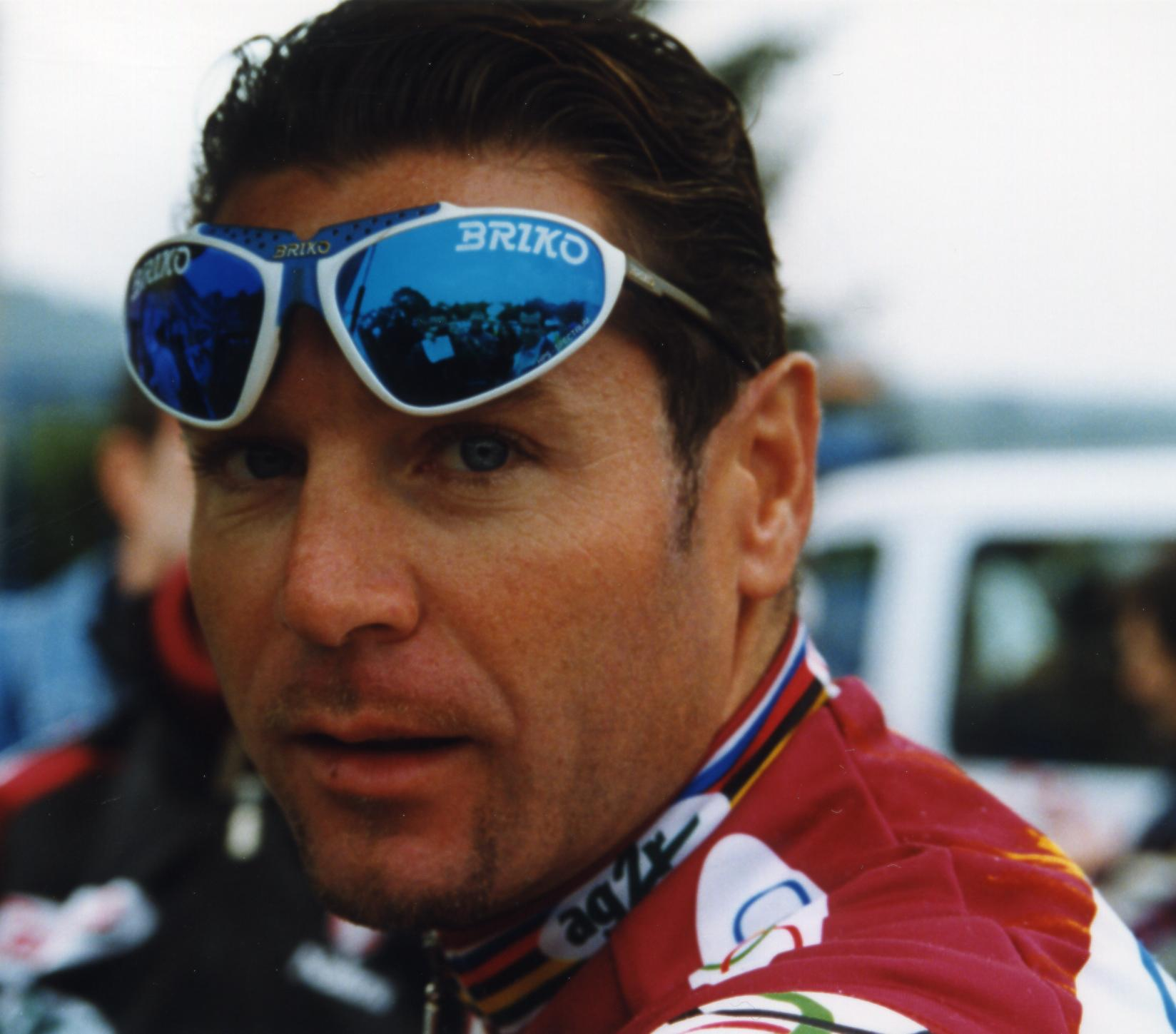
Pascal Richard (1998)

Pascal Richard (* 16. März 1964 in Vevey) ist ein ehemaliger Schweizer Radrennfahrer.

## Karriere
Richard gewann 1996 bei den Olympischen Sommerspielen in Atlanta die Goldmedaille im olympischen Strassenrennen. Zudem gewann er 1994 die Tour de Suisse mit einem Vorsprung von 1:02 Minuten auf Wolodymyr Pulnikow und 1996 den Klassiker Lüttich–Bastogne–Lüttich. Pascal Richard ist mehrfacher Schweizer Meister im Strassen- und Bergrennen. Zudem gewann er die Querfeldein-Weltmeisterschaften 1988. Die Schweizer Radquer-Meisterschaften gewann er als Amateur und als Profi. 1993 gewann er die Rennserie Trofeo dello Scalatore.

## Publikationen
- Géant de la route, forçat de la vie. Le vrai visage d’un cycliste. Pillet, 2001, ISBN 978-2-940145-33-1.